# Peter Dolby
Peter Dolby (sinh ngày 18 tháng 5 năm 1940) là một cầu thủ bóng đá người Anh đã giải nghệ, từng thi đấu ở vị trí centre half, có hơn 320 lần ra sân tại Football League cho Shrewsbury Town. Ông được đề cử vào Đại sảnh Danh vọng của câu lạc bộ năm 2011.

## Đời tư
Sau khi giải nghệ, Dolby mở một cửa hàng bán báo và làm giáo viên.